# سوخته‌سرا
سوخته سرا، روستایی است از توابع بخش مرکزی شهرستان سوادکوه در استان مازندران ایران است .روستای سوخته سرا در همسایگی روستاهای ولیلا،ززول و سوخته سرا واقع شده است ومرقدامامزاده صالح که در این روستا واقع شده سالیانه پذیرای هزاران زایر می باشد ۔همچنین سالن ورزشی شهدای کسلیان در سوخته سرا واقع شده است۔

## جمعیت
این روستا در دهستان کسلیان قرار دارد و براساس سرشماری مرکز آمار ایران در سال ۱۳۸۵، جمعیت آن ۹۶ نفر (۳۱خانوار) بوده‌است. مردم سوخته‌سرا به گویش سوادکوهی که گویشی از زبان مازندرانی است صحبت می‌کنند.